# Куликов, Василий Павлович
Васи́лий Па́влович Кулико́в (1892 — 1941) — советский хозяйственный, государственный и политический деятель.

## Биография
Родился в 1892 году в деревне Бушуихе. Член ВКП(б) с 1913 года.
С 1913 года — на хозяйственной, общественной и политической работе. В 1913—1937 годах — революционер, военный комендант Саратова, председатель Саратовского губернского Совета профсоюзов, председатель Военно-Революционного Трибунала Юго-Западного фронта, ответственный секретарь Областного комитета ВКП(б) Марийской автономной области (декабрь 1926 — июль 1929), член Президиума Марийского ОБИК (1927—1929), председатель Татарского областного Совета профсоюзов, 2-й секретарь Сахалинского областного комитета ВКП(б), председатель Исполнительного комитета Сахалинского областного Совета, председатель Исполнительного комитета Зейского областного Совета.
Арестован, осуждён к 8-ми годам лишения свободы.
Умер в исправительно-трудовом лагере в 1941 году.